# Prionispa fulva
Prionispa fulva es una especie de insecto coleóptero de la familia Chrysomelidae.
Fue descrita científicamente en 1995 por L. Medvedev.